# La Fête de Marguerite
Pour plus de détails, voir Fiche technique et Distribution.
La Fête de Marguerite est un film muet français réalisé par Georges Denola, sorti en 1911.

## Fiche technique
- Titre : La Fête de Marguerite
- Réalisation : Georges Denola
- Scénario :
- Photographie :
- Montage :
- Producteur :
- Société de production : Société cinématographique des auteurs et gens de lettres (S.C.A.G.L)
- Société de distribution :  Pathé Frères
- Pays d'origine :  France
- Langue : film muet avec les intertitres en français
- Métrage : 230 mètres
- Format : Noir et blanc — 35 mm — 1,33:1 — Muet
- Genre : Comédie
- Durée : 8 minutes
- Dates de sortie :
  -  France : 25 janvier 1911

## Distribution
- Juliette Clarens : Marguerite
- Louis Blanche : 	Arthur, le peintre
- Émile Mylo : le cambrioleur
- André Simon : Vodor
- Gabrielle Chalon
- Géo Flandre
- Paul Fromet